# San Giovanni del Tempio
San Giovanni del Tempio (San Gioani in veneto, San Zuan in friulano occidentale) è una frazione del comune di Sacile che sorge sulle sponde dei rii Paisa e Saccon.

## Storia
La chiesa del paese fu costruita nel 1931 in seguito allo smembramento territoriale della parrocchia di S. Nicolò di Sacile. Filiale di Sacile e parrocchia dal 15 maggio 1931. 
Un tempo si chiamava S. Croce del Camol, dal nome della sua prima chiesa, che dette il titolo anche alla famosa Fiera che si teneva ogni anno dal 14 al 29 settembre fin dall'epoca barbarica. 
Qui anticamente esisteva il castello detto di S. Leonardo del "Camol".  
Durante la dominazione longobarda ospitava una specie di lazzaretto per i lebbrosi; si chiamò anche Ospitale di S. Giovanni Gerosolimitano, ovvero ai Cavalieri Giovanniti; in seguito appartenne all'ordine di Malta e si chiamò infine S. Giovanni del Tempio, per dipendere dal priorato di San Giovanni del Tempio di Venezia. È erronea la notizia secondo la quale vi fu un'appartenenza ai Templari, come ha ben documentato Pier Carlo Begotti in "Presenze templari e giovannite nel Friuli Occidentale", in "Templari. Atti del IX convegno di ricerche templari", San Quirino 1991. La confusione nasce dal predicato del Tempio, che però non si ritrova mai nei documenti antecedenti al 1312, quando la chiesa era ancora dedica a San Leonardo dei Camolli.
Il 16 aprile 1809 nella battaglia tra francesi e austriaci caddero in rovina la chiesa e anche l'ospizio. La nuova chiesa venne eretta nel 1922; sul piazzale antistante vi sono i resti di antichissime mura.
All'interno della chiesa è presente una Via Crucis in legno, opera dell'artista Mauro Corona.
Nei locali adiacenti alla chiesa è stato creato il Museo archeologico-didattico liventino, contenente resti e documenti della storia locale.
Fin dai tempi antichi a San Giovanni erano funzionanti due molini: uno detto "mulin de Rover" (tuttora esistente), e l'altro ubicato vicino alla chiesa. Il molino aveva due macine, una per il granturco, l'altra per il frumento; era azionato con le acque del rio Saccon e restò attivo fino agli anni '70 del secolo XX. Ancora oggi si possono ammirare le due antiche macine in granito che portano scolpite due croci, e anche l'affresco devozionale (1861) conservato sulla facciata sud del molino.
Anche a San Giovanni del Tempio, in via Bandida, è presente un capitello ora dedicato a Maria Bambina. Vuole la tradizione che, essendo stato il paese incendiato nel corso della battaglia dei Camolli, il capitello venisse dedicato al culto di San Floriano (protettore degli incendi).

## Manifestazioni
Durante la seconda e la terza settimana del mese di giugno, ogni anno, viene organizzata la Festa del Santo Patrono (San Giovanni Battista) con una sagra nel piazzale vicino alla chiesa.